# Lactifluus allardii
Lactifluus allardii  é um fungo que pertence ao gênero de cogumelos Lactifluus na ordem Russulales. Encontrado na América do Norte, foi descrito cientificamente pelo micologista norte-americano William Chambers Coker em 1918. Em 2012, o gênero Lactarius foi dividido e muitas espécies anteriormente classificadas nele foram movidas para o gênero Lactifluus, incluindo o L. allardii.